# فروچیو گیدینی
فروچیو گیدینی (انگلیسی: Ferruccio Ghidini; ۲۹ فوریهٔ ۱۹۱۲ – ۱۴ نوامبر ۱۹۹۴) بازیکن فوتبال اهل ایتالیا بود.
از باشگاه‌هایی که در آن بازی کرده‌است می‌توان به باشگاه فوتبال اینتر میلان، باشگاه فوتبال بولونیا، و باشگاه فوتبال آلساندریا اشاره کرد.